# Lee Soo-kyung
Lee Soo-kyung (hangul: 이수경, 3 de março de 1982) é uma atriz sul-coreana. Estreou em um comercial em 2003, então começou sua carreira de atriz fazendo papéis secundários, dentre eles em Tazza: The High Rollers e Dear Heaven, antes de protagonizar seu primeiro drama em 2006, Soulmate. Em 2007, participou do drama The Golden Age of Daughters-in-Law. Depois de fazer os filmes Rainbow Eyes e Romantic Island, Lee retornou a televisão. Ela se juntou ao elenco das séries Lawyers of the Great Republic of Korea, Loving You a Thousand Times e Daemul.